# Anoecia stipae
Anoecia stipae är en insektsart. Anoecia stipae ingår i släktet Anoecia och familjen långrörsbladlöss. Inga underarter finns listade i Catalogue of Life.